# Вакуи, Хидэтоси
Хидэтоси Вакуи (яп. 和久井 秀俊; 12 февраля 1983, Канума, префектура Тотиги) — японский футболист, полузащитник.

## Биография
Воспитанник высшей школы Канума Хигаси. В юношеские годы был на стажировке в бразильских клубах «Санту-Андре» и «Жалезенсе».
Начал играть в футбол на взрослом уровне в 2003 году в составе японского клуба «Альбирекс Ниигата». В основной состав клуба пробиться не смог, и на следующий год был направлен в фарм-клуб — «Альбирекс Ниигата Сингапур», выступавший в чемпионате Сингапура. В Сингапуре провёл два сезона, сыграв 52 матча и забив девять мячей.
В начале 2006 года перебрался в Европу. Полтора сезона выступал в Словении в составе клуба «Интерблок» из Любляны, стал победителем первого дивизиона сезона 2005/06, а на следующий год выступал в высшем дивизионе. В сезоне 2007/08 играл в составе аутсайдера второго австрийского дивизиона «Бад-Аусзе». В 2008 году вернулся в Словению и присоединился к команде «Горица», клуб стал серебряным призёром чемпионата, но игрок ещё до окончания сезона ушёл из команды. В сезоне 2009/10 выступал за пражский «Богемианс», с которым вылетел из высшего дивизиона Чехии. В 2010 году сыграл два матча за «Минск», команда по итогам сезона стала бронзовым призёром чемпионата Белоруссии.
В 2011 году перешёл в эстонский «Нымме Калью», за который выступал следующие шесть сезонов. Стал чемпионом Эстонии (2012) и неоднократным призёром чемпионата страны. В 2011 и 2012 году признавался лучшим полузащитником чемпионата Эстонии и включался в символическую сборную сезона, в эти же годы дважды занимал вторые места в опросе на лучшего игрока сезона. Неоднократно входил в топ-10 лучших бомбардиров чемпионата. Сыграл за клуб 4 матча в Лиге чемпионов и 18 матчей (5 голов) в Лиге Европы.
Во второй половине 2017 года выступал за финский клуб второго дивизиона «ИФ Гнистан». В 2018 году снова играл в Эстонии, на этот раз за «Калев» (Таллин), а в 2019 году вернулся в «Гнистан», опустившийся дивизионом ниже.
По данным собственного сайта, является игроком с самой длительной профессиональной карьерой за границей среди всех японских футболистов.

## Достижения
- Чемпион Эстонии (1): 2012
- Серебряный призёр чемпионата Эстонии (2): 2011, 2013
- Бронзовый призёр чемпионата Эстонии (2): 2015, 2016
- Серебряный призёр чемпионата Словении (1): 2008/09
- Бронзовый призёр чемпионата Белоруссии (1): 2010
- Обладатель Кубка Эстонии (1): 2015